# Pontificia Accademia Romana di Archeologia

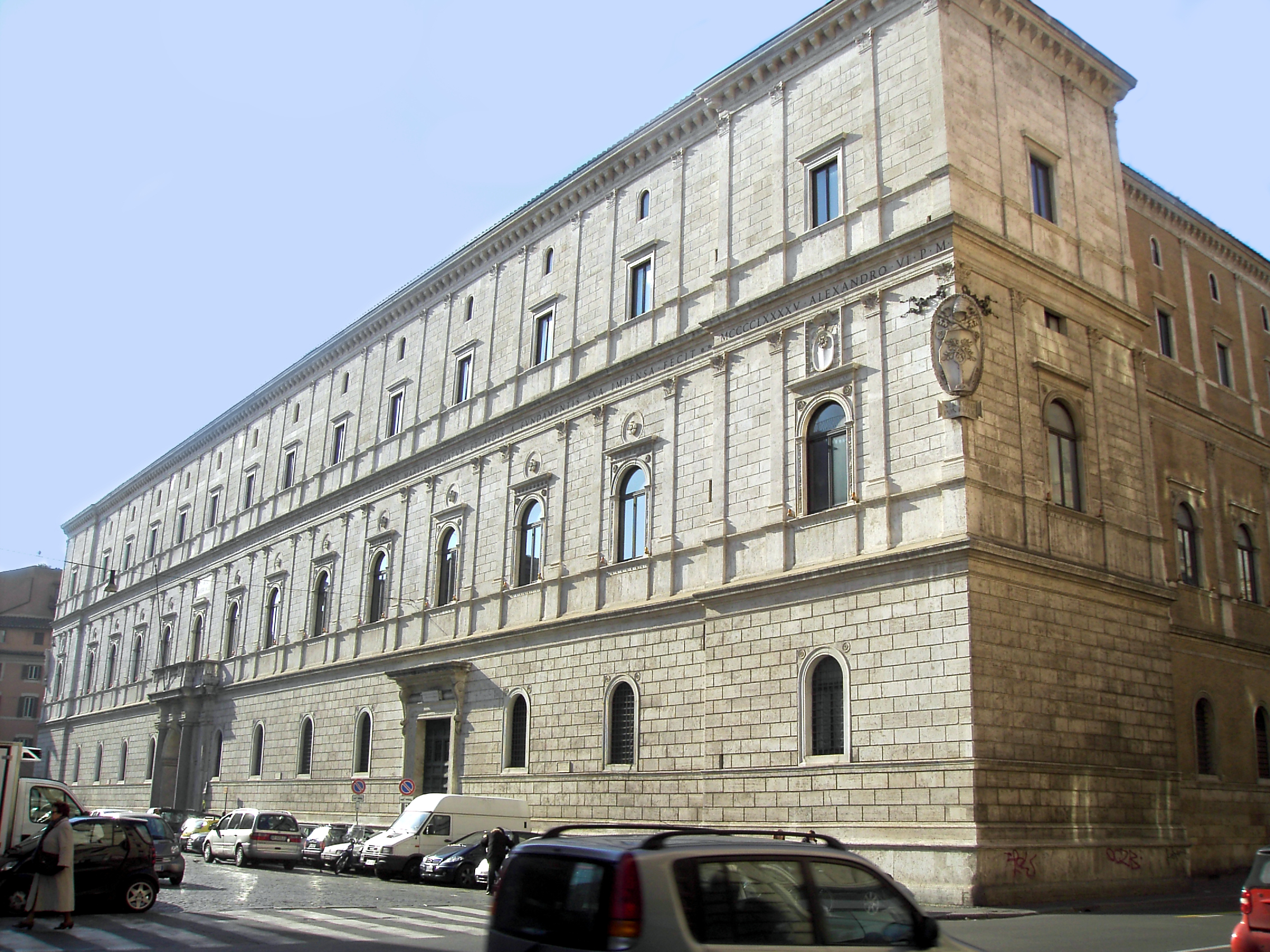
Sitz der Pontificia Accademia Romana di Archeologia im Palazzo della Cancelleria

Die Pontificia Accademia Romana di Archeologia (deutsch Römische Päpstliche Akademie der Archäologie) ist eine Päpstliche Akademie mit Sitz in Rom.

## Geschichte
Vorläufer der Akademie war die von Papst Benedikt XIV. 1740 gegründete Accademia delle Romane Antichità die auf die Accademia Romana des Julius Pomponius Laetus im 15. Jahrhundert zurückgriff.
Die päpstliche Akademie für Archäologie wurde 1810 durch Papst Pius VII. als Accademia Romana di Archeologia gegründet. Nach einer zwischenzeitlichen Auflösung erfolgte 1816 eine Wiedergründung. Durch Papst Pius VIII. erfolgte 1829 die päpstliche Anerkennung zur Pontificia Accademia Romana di Archeologia. Zweck der Akademie ist die Förderung der Forschung im klassischen Altertum bis hin zur Prähistorie und zur Renaissance.
Die Akademie hat ihren Sitz im Palazzo della Cancelleria, dem Sitz der ehemaligen Apostolischen Kanzlei, unweit des Campo de’ Fiori.

## Präsidenten und Mitglieder
Die Akademie besteht aus bis zu 140 Mitgliedern, darunter maximal 20 Ehrenmitglieder, 40 effektive Mitglieder und 80 korrespondierende Mitglieder.
Der Präsident wird vom Papst ernannt. Aufgabe des Präsidenten ist unter anderem die Kommunikation mit dem Päpstlichen Rat für die Kultur und den Päpstlichen Akademien sicherzustellen sowie die jährliche Tagung der Päpstlichen Akademien zu organisieren. Er ist automatisch Mitglied des Rates zur Koordinierung der Päpstlichen Akademien. 

### Liste der Präsidenten
- Joseph Marie Degérando (1810)
- Antonio Canova (1811–1817)
- Nicola Maria Nicolai (1817–1832)
- Luigi Biondi (1832–1839)
- Pietro Odescalchi (1839–1846)
- Marco Antonio Borghese (1846–1847)
- Pietro Odescalchi (1851–1856)
- Giampietro Campana (1856–1857)
- Salvatore Betti (1857–1870)
- Giovanni Battista de Rossi (1871–1894)
- Giuseppe Cozza-Luzi (1894–1900)
- Giuseppe Gatti (1900–1914)
- Bartolomeo Nogara (1914–1921)
- Pio Franchi de’ Cavalieri (1921–1925)
- Giovanni Mercati (1925–1927)
- Pio Franchi de’ Cavalieri (1927–1930)
- Gaetano De Sanctis (1930–1957)
- Pietro Romanelli (1957–1966)
- Antonio Maria Colini (1966–1974)
- Carlo Pietrangeli (1974–1983)
- Silvio Accame (1983–1991)
- Carlo Pietrangeli (1991–1995)
- Victor Saxer (1995–2003)
- Letizia Pani Ermini (2003–2011)
- Marco Buonocore (2011–2021)
- Maurizio Sannibale (seit 2021)[1]